# Donnino Pozzi
Donnino Pozzi (talvolta indicato come Donino Pozzi) (Fontanellato, 5 ottobre 1894 – Parma, 1946) è stato un pittore italiano.

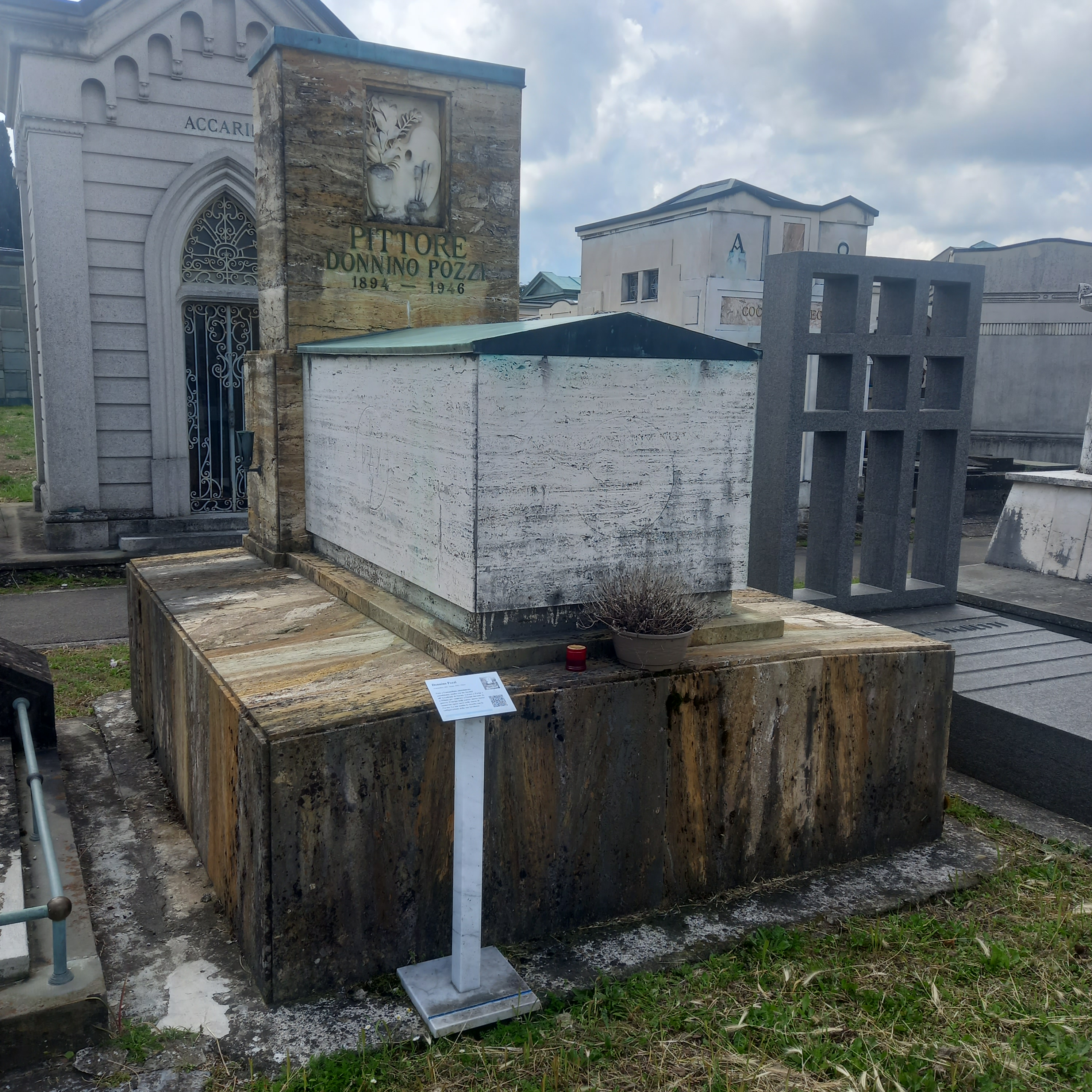
La tomba di Donnino Pozzi nell Cimitero della Villetta a Parma

Si trasferì a Parma molto giovane con la madre, due sorelle e un fratello, e dovette imparare un mestiere per aiutare la famiglia. Nel 1917 si iscrisse all'Accademia di Belle Arti di Parma, dove fu allievo  di Daniele de Strobel, ma non la frequentò regolarmente. Profondo 
conoscitore  della tecnica dell'affresco, fu chiamato a collaborare con Carlo Casanova  per  l'esecuzione di alcuni affreschi nella Basilica di Sant'Antonio a Padova. Nel 1928 fece un breve soggiorno a Parigi  e in seguito fissò la sua residenza a Milano, dove rimase fino al 1940. Ritornò a Parma durante la guerra mondiale.
Si dedicò alla pittura di paesaggio e soprattutto alla natura morta, genere che predilesse e in cui riprese lo stile dei pittori francesi, ispirandosi soprattutto a Courbet e Cézanne. Eseguì alcune grandi tele per la chiesa di San Vitale e per la chiesa di Santa Cristina a Parma, che attestano una mano vigorosa e una sensibilità non comune. Nelle opere La Penitente, Santa Cecilia e La Deposizione della chiesa di Santa Cristina è evidente l'influenza dei classici riguardo al soggetto sacro e il suo modernismo nella funzione decorativa.
Considerò il colore come l'elemento primario che gli permetteva di esprimere le sensazioni dello spirito e concepì il quadro come vibrazione di colori. Espose sue opere al IV, V e VI Premio Ussi di Firenze dal 1924 al 1934. La natura morta Pesche è esposta nella Galleria d'arte moderna di Milano. Un ritratto del poeta parmense Renzo Pezzani è conservato dalla Famija Pramzana di Parma. Molte sue opere sono in possesso di privati.